# Charlie Bucket
Charles "Charlie" Bucket es el protagonista titular del libro Charlie y la fábrica de chocolate y de su secuela Charlie y el gran ascensor de cristal. En todas las versiones de la historia tiene una fuerte moralidad en contraste con los otros cuatro niños que visitaron la fábrica de chocolate de Willy Wonka. Charlie fue interpretado por Peter Ostrum en la adaptación fílmica musical titulada Un mundo de fantasía del 1971 y por Freddie Highmore en la versión fílmica del 2005.

## Sobre Charlie
En la novela original Charlie es especialmente tranquilo en toda la novela y es el quinto de los 5 niños de ir a la fábrica de chocolate de wonka y vive con sus padres y abuelos en una casa muy mal acondicionada lejos de la fábrica y de la ciudad, por lo general sólo le habla a su abuelo Joe, sus padres, o de Willy Wonka, y está muy preocupado por los otros niños, tanto antes como después de que se eliminan por los Oompa-Loompas (hombres pequeños que trabajan con Wonka) de la fábrica, aunque excitable y de buen humor. El autor muestra gran fortaleza de carácter, cuando la familia empieza a morir de hambre porque el Sr. Bucket pierde su empleo, Charlie se niega a tomar las porciones de su familia están dispuestos a ir fuera con el fin de darle de comer. A diferencia de los otros cuatro buscadores, no se dan detalles sobre entrevista de Charlie cuando encuentra el billete, salvo que es el caos y cerca de la medianoche antes de Mr. Bucket puede deshacerse de los reporteros. Cuando el señor Wonka conoce a Charlie, dijo que leer todos los detalles de la entrevista de Charlie en los periódicos de la mañana. Y Charlie es el único niño que se queda en la fábrica de Willy Wonka y que no cayó en ninguna de las trampas de la fábrica.

## Charlie en la película de 2005
Freddie Highmore como Charlie Bucket en Charlie y la Fábrica de Chocolate.
En la adaptación de la película del 2005, Charlie consulta rápidamente a Wonka acerca de su juventud, más a menudo que no enviarlo en flashbacks. Charlie ama a su familia mucho, y se niega a renunciar a ellos a cambio de la fábrica de Wonka. Al final, Charlie ayuda a Wonka a reconciliarse con su padre, y se mueve a su familia a la fábrica (para ser exactos, en la sala de chocolate). La familia de Charlie en esta particular versión de los acontecimientos parecen ser ingleses por su acento de habla, pero que residen en los Estados Unidos, aunque la ubicación exacta es más ambigua que la anterior película. Además, Charlie, tanto en el 2005 y la versión de 1971 tiene una serie de televisión, una trama en la que su familia sigue al descubrimiento de los primeros 4 billetes dorados.
Además, Charlie idolatra más que en la película anterior. Él tiene la fábrica de chocolate echa con tapas de pasta de dientes que salían mal, ya que, su padre trabajaba en una fábrica de pasta de dientes, salvo los envoltorios de caramelos de su cumpleaños, y también un modelo a escala de la fábrica de tapas de sub-pasta de dientes de calidad que su padre trae a casa de su trabajo. Hacia el final de la película, una vez que Charlie rechaza la oferta primera de Wonka en la fábrica, pierde el respeto a Wonka por la baja consideración de Wonka para la familia. La opinión de Charlie de él cambia para mejor, cuando se da cuenta de Wonka (con la ayuda de Charlie) que la familia es una parte importante del éxito de cualquier iniciativa.
- Datos: Q4120021